# بابی بنت (بازیکن فوتبال)
بابی بنت (انگلیسی: Bobby Bennett؛ زادهٔ ۲۹ دسامبر ۱۹۵۱) بازیکن فوتبال اهل بریتانیا است.
از باشگاه‌هایی که در آن بازی کرده‌است می‌توان به باشگاه فوتبال نورتوود، باشگاه فوتبال اسکانتورپ یونایتد، باشگاه فوتبال ساوتند یونایتد، باشگاه فوتبال ویمبلدون، باشگاه فوتبال هارو بورو، و باشگاه فوتبال استاینز تاون اشاره کرد.